# فيوريت

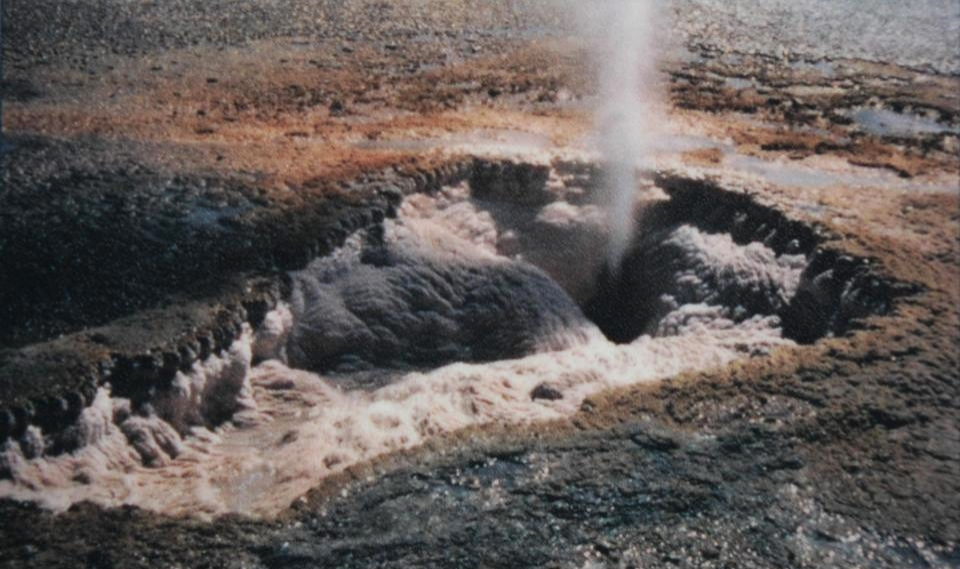
صورة لمكان استخراج احجار السيليكا

فيورايت هو، حجر سيليكا رطب في هيئة أوبال، يوجد في الطفات البركانية. تملك لمعاناُ لؤلئياً وتكون كتل عنقودية. سميت باسم فيورا، إسشيا، في إيطاليا.